# Adolfo Montiel Ballesteros
Adolfo Montiel Ballesteros (Paysandú, 2 de noviembre de 1888 - Montevideo, 1 de agosto de 1971) fue un escritor, poeta, dramaturgo y político uruguayo.

## Biografía
Nació en Paysandú, Uruguay en 1888 y sus padres fueron Antolín Montiel y Simona Ballesteros.
Viajó a Europa, donde conoció a Rubén Darío.
Encabezó el movimiento "Juventud Literaria del Uruguay". Su obra recoge los ecos del modernismo entre 1912 y 1917.
Junto a sus colegas José María Delgado, César Miranda, Wifredo Pi y Antón Martín Saavedra fundó y escribió en la revista literaria Pegaso.
Fue presidente de la Sociedad de Autores Uruguayos de Teatro, Vicepresidente de la Asociación Uruguaya de Escritores y miembro de número de la Academia Nacional de Letras del Uruguay.
Se casó con su esposa llamada Eufelia (Ofelia) Bibiana Valentini Guerra en 1922. En 1924 tuvo su primer y único hijo llamado  Jonio quien fue un reconocido artista plástico.

### Actividad política
En 1919 se desempeñó como Cónsul uruguayo en la ciudad italiana de Florencia retornando al país en 1929. Incursionó en política, postulándose a cargos electivos por el Partido Socialista del Uruguay.

## Obras
- Las primaveras del jardín (poesía, 1912)
- Cuentos uruguayos (1920)
- Alma nuestra (cuentos, 1922)
- Montevideo y su cerro (cuentos, 1924)
- La raza (1925)
- Castigo 'e Dios (1930)
- Pasión (1935)[5]
- Barrio (1937)
- La república de los niños (1941)[6]
- La jubilación de Dios (1951)
- Versos baguales (1959)
- El ángel tenaz (1963)
- La honda y la flor (1965)
- Trovas chapetonas (1968)
- Selección de cuentos (1970)